# Иммиграция (биология)
Иммиграция (от лат. immigro — «вселяюсь») в эмбриологии — вселение, один из способов гаструляции, при котором отдельные клетки иммигрируют внутрь бластулы, постепенно заполняя бластоцель и образуя рыхлую ткань — паренхиму, которая у большинства групп животных впоследствии дает внутренний зародышевый листок — энтодерму.
Если иммиграция происходит из одного места, её называют униполярной, если из разных — мультиполярной.
Иммиграция как способ гаструляции была открыта И. И. Мечниковым у губок и кишечнополостных, для которых она наиболее характерна. У губок вследствие извращения зародышевых листков клетки паренхимы личинки паренхимулы формируют клетки наружного слоя тела (пинакодермы) и клетки среднего слоя (мезохила). У кишечнополостных клетки паренхимы путём эпителизации формируют энтодерму. Некоторую роль иммиграция играет и при гаструляции других групп животных (например, иглокожих), у которых она присутствует наряду с другими способами гаструляции — инвагинацией, деламинацией или эпиболией.
Иммиграция в экологии и биогеографии — вселение в какую-либо местность организмов (иммигрантов), ранее здесь не обитавших. Иммиграция может происходить волнами с чередующимися усилениями и ослаблениями.